# 季金
季金（16世紀—16世紀），字長庚，浙江台州府太平縣人，明朝軍事人物。

## 生平
季金祖先季忠是宿遷人，世襲其祖父季彬的羽林衛指揮使武職；季金父親季堂在松門衛任職時因事入獄，他上疏申救，代理衛事，到隆慶二年（1568年）中武進士第三名，獲授海鹽備倭把總，萬曆六年（1578年）自杭嘉湖參將署都指揮僉事陞為惠州陸路等處兼管碣石水寨海防參將，擒拿大盜鮑士秀，到十年（1582年）因貪婪被巡撫彈劾禠職。
其後季金得起用為臨清參將，陞鎮江副總兵，萬曆二十六年（1598年）跟隨陳璘率軍援助朝鮮抵抗日本入侵，官至都督僉事；他擅長寫詩，朋友和他遊覽委羽洞，就寫下了《委羽山志》，弟弟季時衡、孫子季國棟都蔭授指揮。

## 引用
1. 1 2  嘉慶《【浙江】太平縣志·卷十·選舉志》：右榜進士……明……隆慶二年戊辰 季金，字長庚，登第三名，從征關白、復朝鮮積功，官至都督僉事；能詩，有友人招游委羽洞，作《委羽山志》，詳武秩。……武秩……季金，其先宿遷人曰忠者襲祖彬羽林衛指揮使，調松門，五傳至金益盛，父堂領松門關，緣事陷獄，力疏申救，仍視衛事。金授海鹽備倭，陞廣東潮州參將，擒劇盜鮑士秀，進總統乞養歸，起補臨清參將，陞鎮江副總兵；弟時衡、孫國棟皆廕指揮，餘詳武科。
2. ↑  《明神宗顯皇帝實錄·卷八十》：（萬曆六年十月丁亥）陞分守浙江杭嘉湖參將署都指揮僉事季金分守廣東惠州陸路等處兼管碣石水寨海防參將，山西都司僉書為事官王江仍以為事官充延綏領軍遊擊將軍。
3. ↑  《明神宗顯皇帝實錄·卷一百二十三》：（萬曆十年四月庚戌）禠廣東惠州參將季金、真定延綏遊擊路登雲、趙武職，各以貪縱為撫按所劾也。
4. ↑  《明史·卷二百四十七·列傳第一百三十五》：（萬曆）二十五年，封事敗，起（陳）璘故官，統廣東兵五千援朝鮮。明年二月，擢禦倭總兵官，與麻貴、劉綎並將。部卒次山海關鼓噪，璘被責。尋令提督水軍，與貴、綎及董一元分道進，副將陳蠶、鄧子龍，遊擊馬文煥、季金、張良相等皆屬焉……
5. ↑  民國《台州府志·卷一百零九·人物傳十》：季金，字長庚，其先宿遷人，五世祖忠者襲祖彬羽林衛指揮使，調松門衛，遂為太平人；金父堂領松門關，緣力陷獄，力疏申救，仍視衛事 嘉慶太平志 。金登隆興【慶】二年武科進士第三 康熙太平志 ，授海鹽備倭，陞廣東潮州參將，擒劇盜鮑士秀，進總統乞養歸，起補臨清參將，陞鎮江副總兵，先是嘗從征關白、復朝鮮有功，亦能詩，有友人招遊委羽洞作，弟時衡、孫國棟皆廕指揮 嘉慶縣志。